# Discogs
Discogs (английско съкращение от дискография) е сайт, който представя информация за музикални изпълнители и звукозаписни компании. Сайтът е създаден през 2000 година, основан от Кевин Ливандовски.

## Статистика
Към 24 ноември 2010 година Discogs съдържа информация за:
- 1 723 583 музиканти и групи
- 183 716 звукозаписни компании

## Редакционен състав
- Кевин Ливандовски (на английски: Kevin Lewandowski) – основател, програмист
- Ник Кинлох (на английски: Nik Kinloch) – мениджър на база данни
- Джейсън Фалоун (на английски: Jason Falone) – мениджър на онлайн магазин
- Лиин (на английски: Leeann) – отговаря за поддръжка на клиенти на онлайн магазин
- Пол Канц (на английски: Paul Kanz) – старши системен администратор
- Уес Роджърс (на английски: Wes Rogers) – програмист
- Сам Томпсън (на английски: Sam Thompson) – програмист